# 탁현민
탁현민(卓賢民, 1973년~)은 대한민국의 공연기획자, 성공회대학교 신문방송학과 겸임교수, 희극인이다. 문재인 정부에서 청와대 의전비서관실 선임행정관을 역임하였고, 사임으로부터 24일 후 문재인 대통령 행사기획 자문위원으로 위촉되었다.

## 학력
강원고등학교를 졸업하고 성공회대학교 사회학과에서 학사 학위를 취득했으며, 동 대학교 문화대학원에서 문화콘텐츠학 석사학위를 받았다.

## 경력
- 참여연대 문화사업국 간사(1999~2002)
- 공익문화기획센터 문화사업팀 팀장(1999~2002)
- 오마이뉴스 문화사업팀 팀장(2002)
- SBS아카데미 전임강사(2002)
- 다음기획 뮤직컨텐츠 사업본부 본부장(2002~2007)
- 한국공연예술원 전임강사(2005)
- 한양대학교 문화콘텐츠학과 겸임교수
- 성공회대학교 문화대학원 문화콘텐츠학과 겸임교수
- 성공회대학교 신문방송학과 겸임교수
- 더불어민주당 뉴파티위원회 위원(2016)
- 대통령비서실 의전비서관실 선임행정관(2017~2019)
- 대통령 행사기획 자문위원(2019~2020)
- 대통령비서실 의전비서관(2020~2022)
- 국회의장 행사기획자문관(2025~)

## 연출
- 문재인의 운명 출판기념 〈우리들의 운명〉북콘서트(2011)
- 〈나는 꼼수다〉 전국투어
- 노무현 대통령 1~3주기 추모공연
- MBC 파업 콘서트
- 탁현민의 시사콘서트
- 더 뷰티풀
- 더 파워풀

## 저서
- 《뚜껑 열리는 라이브 콘서트 만들기》(나무와숲, 2004)
- 《탁현민의 재미있는 무대 밖 무대 이야기》(나무와숲, 2006)
- 《남자 마음 설명서》(해냄출판사, 2007)
- 《말할수록 자유로워진다》(해냄출판사, 2007) : 공저
- 《상상력에 권력을》(더난출판사, 2010)
- 《탁현민의 멘션's》(미래를소유한사람들, 2012)
- 《공연 행사 제작 매뉴얼》(MSD 미디어, 2012)
- 《흔들리며 흔들거리며》(미래를소유한사람들, 2013)

## 팟캐스트
- 팟캐스트 <나는 딴따라다> 시즌 1 진행 (2012)
- 팟캐스트 <나는 딴따라다> 시즌 2 참여 (2012~)
- 팟캐스트 <밥 한번 먹자!> 시즌 1,2 참여 (2013~)

## 유튜브
- 김어준의 겸손은 힘들다 뉴스공장 <더 쇼> 코너 패널 (2023)
- 김어준의 겸손은 힘들다 뉴스공장 일일공장장 (2023, 2024)
- 김어준의 겸손은 힘들다 뉴스공장 <탁현민의 오바타임> 진행 (2023~2024)
- 김어준의 겸손은 힘들다 뉴스공장 <탁현민의 더뷰티플> 진행 (2024~)

## 일화
- 저서 <탁현민의 멘션's>에서 밝힌 바에 따르면, 고등학교 시절 담배를 피다가 담임선생님께 걸려 혼나는 도중에 선생님의 책장에 꽂혀 있던 신영복 선생의 책 <감옥에서의 사색>을 보았고, 읽은 후 감명받아 성공회대학교에 들어갔다고 한다.
- 이전에는 'P당'이라는 기업을 운영하였으나 노무현 대통령 추모공연 등을 하며 후배들에게 물려주고 자리를 떠나고 탁현민프로덕션을 만들었다.